# Dudás Róbert
Dudás Róbert (Eger, 1973. december 11. – ) magyar gépgyártástechnológiai technikus, politológus, a nemzetközi kapcsolatok és a regionális közpolitika szakértője, politikus; 2019 és 2022 között a Jobbik Magyarországért Mozgalom országgyűlési képviselője, majd 2022. szeptember 26-tól újból a Jobbik Magyarországért Mozgalom országgyűlési képviselője, 2020-tól a párt alelnöke. 

## Családja
Élettársa Dr. Ivády Kinga. Dudás Lara Zoé és Dudás Benedek Róbert közös gyermekeik.
Első házasságából született gyermeke Dudás Dominik.

## Életrajz

### Tanulmányai
Alapfokú tanulmányai Recsken és Mátraballán végezte el. Ezt követően Salgótarjánban gépgyártástechnológiai technikus végzettséget szerzett. 2006-ban felvételt nyert az egri Eszterházy Károly Főiskola politológia szakára, amit 2009-ben abszolvált. A főiskolát, mint a nemzetközi  kapcsolatok és a regionális közpolitika szakértője végezte el.
A-típusú középfokú angol nyelvvizsgája van, amit 2015-ben szerzett a Debreceni Egyetemen.

### Politikai pályafutása
2009-ben csatlakozott a Jobbik Magyarországért Mozgalomba.
2010-2019 Heves megyei közgyűlés tagja, a Jobbik képviselőcsoportjának frakcióvezetője.
2010-2012 A Heves megyei közgyűlés Szociális- és Egészségügyi bizottságának elnöke.
2014-2019 A Heves megyei közgyűlés Pénzügyi bizottságának elnöke.
2014-2019 Mátraballa polgármestere.
2014-2019 Az Európai Unió Régiók Bizottságának teljes jogú tagja.
2019. november 18. óta a Jobbik Magyarországért Mozgalom országgyűlési képviselője. 2019. november 18. óta az Országgyűlés Törvényalkotási bizottságának a tagja.
2020 Az Európa Tanács Parlamenti Közgyűlésének tagja.
A 2021-es magyarországi ellenzéki előválasztáson egyedül indult Gyöngyösön, Heves megyei 2. sz. országgyűlési egyéni választókerületben, így értelemszerűen ő nyert.